# Plectiscidea filiformis
Plectiscidea filiformis là một loài tò vò trong họ Ichneumonidae.